# Ermita de Santo Domingo (Lécera)
La ermita de Santo Domingo es una ermita de estilo barroco de la localidad aragonesa de Lécera (España). En 2002 fue declarada Bien Catalogado del Patrimonio Cultural Aragonés. Es un templo de notables dimensiones en el que destacan sus armónicas proporciones y su cuidada ejecución. En su fábrica combina mampostería con elementos en ladrillo y esquinas de sillar.
Presenta planta de cruz latina con nave única de tres tramos, ábside poligonal y crucero con extremos poligonales. El ábside y los extremos de crucero se cubren con bóvedas de cuarto de esfera con lunetos, en tanto que el crucero se cubre con cúpula sobre pechinas coronada con una esbelta linterna. La nave se cubre con bóvedas de cañón con lunetos ceñidas por fajones que apean en pilastras con potentes capiteles corintios; en el tramo de los pies se sitúa el coro alto sobre arco rebajado. Las superficies interiores está enlucidas y pintadas, destacando un potente entablamento moldurado que recorre los muros y la decoración de estucos con motivos barrocos y clasicistas que se concentra especialmente en la zona de la cúpula, donde alternan los relieves de los evangelistas de las pechinas con motivos vegetales, escudos, ángeles, bustos femeninos, etc.
En el exterior, de gran rotundidad volumétrica, se añadieron un porche de entrada, contrafuertes laterales y una espadaña sobre el hastial. La portada se sitúa en el muro de los pies, abriendo en amplio arco de medio punto dovelado y con impostas molduradas; está protegida por un porche de construcción posterior. El alero es de ladrillo, alternando tacos con hiladas en listel y en diente de sierra. Sobre las cubiertas se destaca la elevada linterna que corona el cuerpo octogonal que envuelve la cúpula; es de planta octogonal, con pilastras en los ángulos y con vanos en arco de medio punto sobre los que se dispusieron recuadros de esquinillas a tresbolillo; remata con cupulín.